# Nanocladius asiaticus
Nanocladius asiaticus är en tvåvingeart som beskrevs av Hayashi 1998. Nanocladius asiaticus ingår i släktet Nanocladius och familjen fjädermyggor. Inga underarter finns listade i Catalogue of Life.